# Sarnitsa (obchtina)
L'Obchtina Sarnitsa (bulgare : Община Сърница) est une commune dans le sud-ouest de la Bulgarie.

## Géographie

### Géographie physique
La commune de Sarnitsa est située dans le sud de la Bulgarie, à 180 km au sud-sud-est de la capitale Sofia.
Elle s'étend dans la partie ouest du massif des Rhodopes. Son relief est montagneux et il est traversé par la vallée de la Despate.

### Géographie humaine
| 2015  | 2021  | 2022  |
| ----- | ----- | ----- |
| 4 820 | 4 617 | 4 715 |

NB : La commune a été créée à compter du 1er janvier 2015.

## Histoire
La municipalité de Sarnitsa a été créée, à compter du 1er janvier 2015, par le décret n°177 du 29 juillet 2014, par disjonction de la commune de Vélingrad

## Administration

### Structure administrative
La municipalité de Sarnitsa comprend 3 localités (1 ville et 2 villages) :
- Médéni Polyani
- Pobit Kamak
- Sarnitsa

Son chef-lieu est la ville de Sarnitsa.

### Maires
- 2015 - 2017 : Nébi Bozov (MDL))

## Galerie

Carte géographique de la commune de Sarnitsa
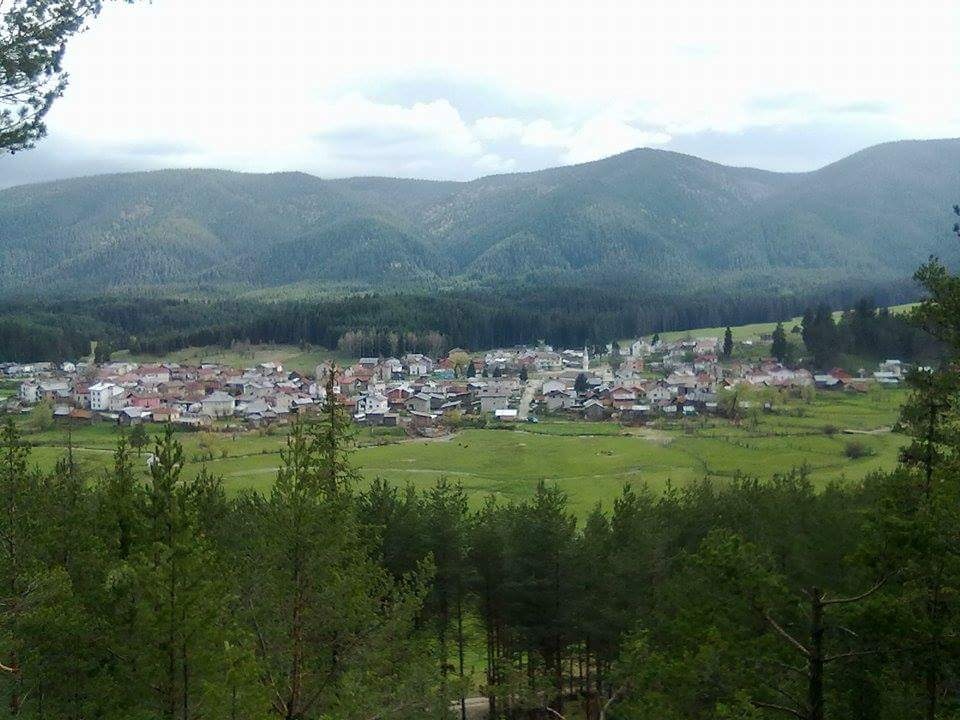
Pobit Kamak : vue panoramique
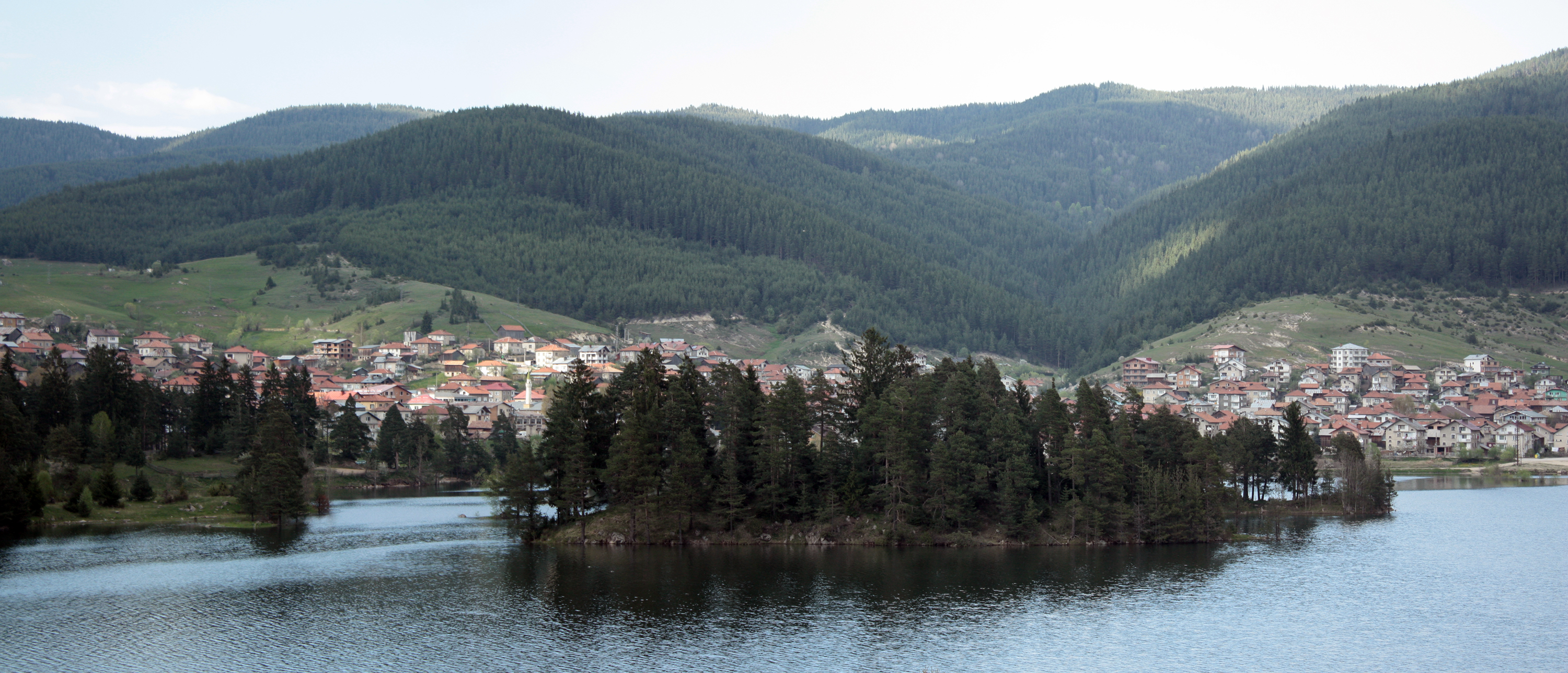
Sarnitsa : vue panoramique
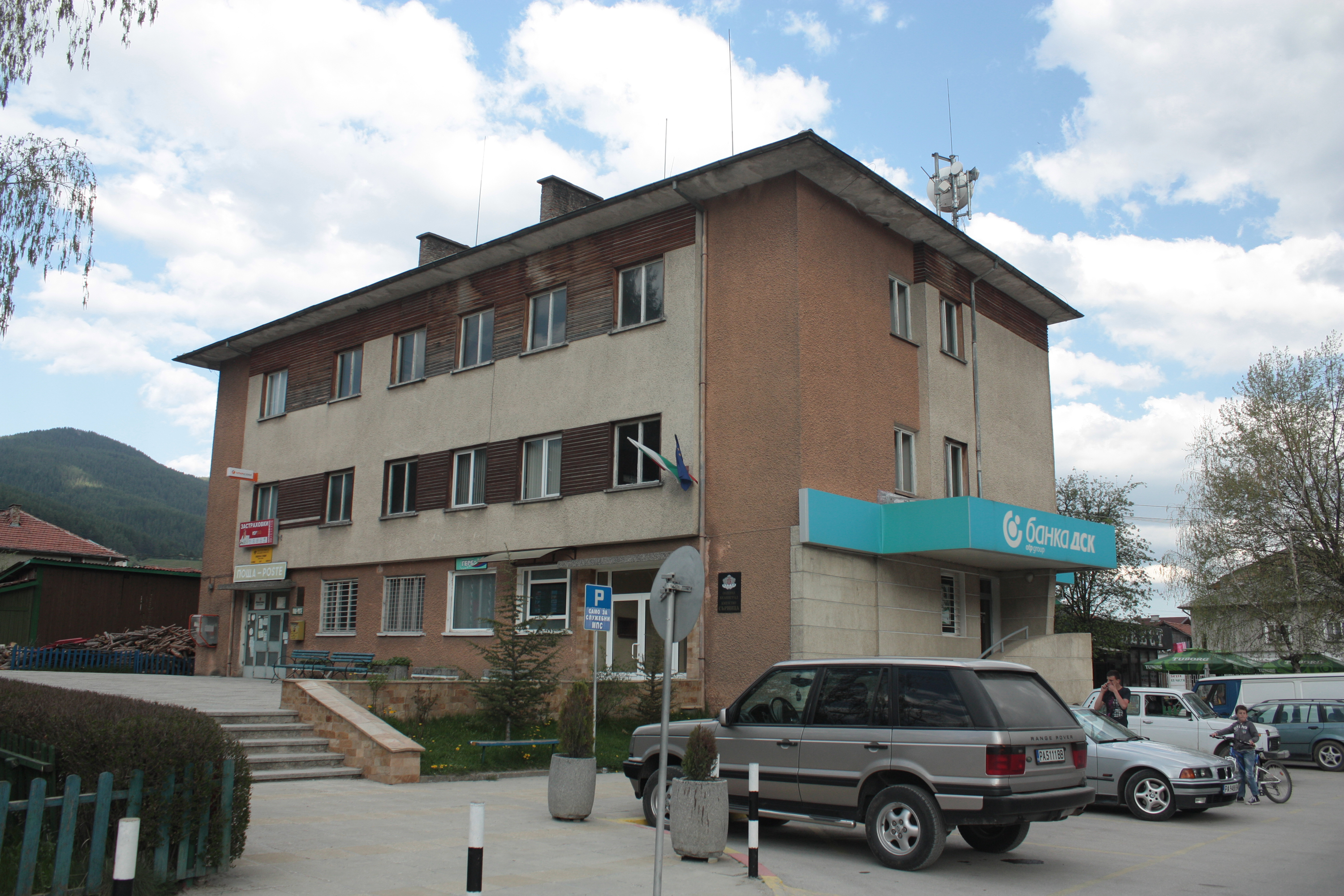
Sarnitsa : L'hôtel de ville